# Hortfund von Hallaton

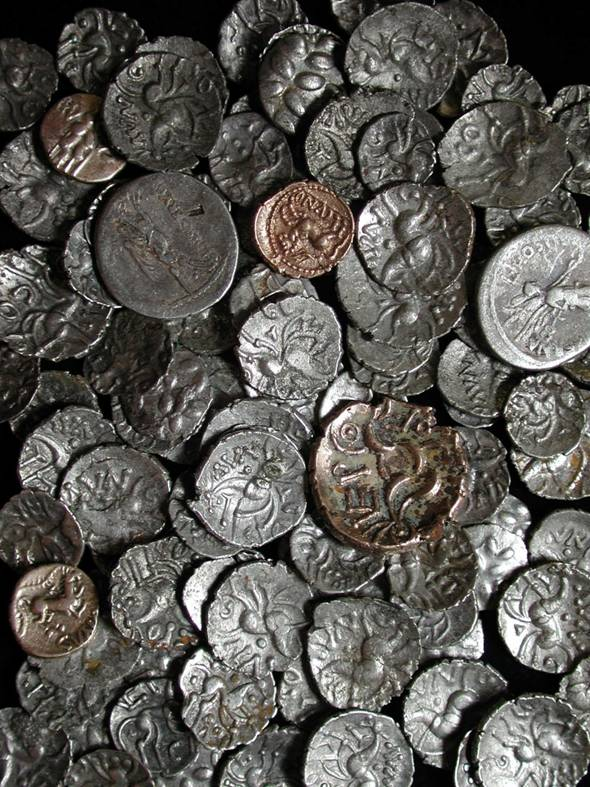
Hortfund von Hallaton

Der Hortfund von Hallaton in Leicestershire, in England gehört zu den Funden „von nationaler Bedeutung“. 4835 der etwa 5000 Silber- und Goldmünzen von Hallaton wurden von dem lokalen Stamm der Corieltauvi (früher als Coritani bezeichnet) hergestellt. Er ist der größte Münzschatz aus der Eisenzeit in Großbritannien und befindet sich im 1983 eröffneten Harborough Museum.
Der Hort aus dem 1. Jahrhundert n. Chr. wurde im Jahr 2000 von Metallsondengängern, zusammen mit einer auf das Jahr 211 v. Chr. datierten römischen Münze, einigen römischen Keramiken, auf einem Feld außerhalb des Dorfes entdeckt. Sie entdeckten auch die Überreste eines kunstvoll verzierten römischen Paradehelms („Hallaton-Helm“) und einige geheimnisvolle Silberobjekte.